# Шуменско пиво
Шуменско — болгарская пивная торговая марка, принадлежащая одному из ведущих производителей пива в мире корпорации Carlsberg Group. Торговая марка и одноименный пивоваренный завод названы в честь города Шумена, в котором находится пивоварня.

## История
История Шуменско ведется от 26 октября 1882 года, когда чешский пивовар Франц Милда основал в Шумене Болгарское пивоваренное общество (болг. «Българско пивоварно дружество»). В начале XX века предприятие стало одним из ведущих производителей пива в стране, получив контроль над рядом пивоварен в других городах Болгарии. Шуменско пиво стало постоянным участником пивоваренных выставок в западной Европе и было награждено рядом золотых наград качества.
В 1947 году предприятие было национализировано, входило в состав государственных холдинговых компаний по производству алкогольных напитков. С началом процессов разгосударствления собственности предприятие было приватизировано. В 1999 году его владельцем стала турецкая компания Finmetal, а еще через три года контроль над предприятием получил датский пивоваренный гигант Carlsberg, которым была проведена модернизация и расширение производства пивоварни в Шумене.

## Ассортимент пива
- Шуменско — светлое пиво с содержанием алкоголя 5,0 %;
- Шуменско Тъмно — тёмное пиво с содержанием алкоголя 5,5 %. Разливается в бутылки 0,5 л и 2 л, кеги 30 л;
- Шуменско Червено — полутёмное «красное» пиво с содержанием алкоголя 5,1 %;
- Шуменско Специално — светлое пиво с содержанием алкоголя 4,6 %;
- Шуменско Светло — светлое пиво с содержанием алкоголя 4,0 %.